# Экспедиция-Трофи
Экспедиция-Трофи — самый протяженный в мире зимний автопробег. Гонка состоит из нескольких этапов и включает в себя элементы бездорожья, ориентирование и неожиданные логические задания, связанные с нахождением и достижением промежуточных точек.

## Маршруты
- 2005—2008 годы: Мурманск — Санкт-Петербург — Москва — Нижний Новгород — Казань — Пермь — Екатеринбург — Тюмень — Омск — Новосибирск — Красноярск — Иркутск — Хабаровск — Владивосток
- 2010 год: Мурманск — Архангельск — Владимир — Казань — Пермь — Екатеринбург — Омск — Казахстан — Астрахань — Элиста — Большой Кавказский хребет — Чёрное море

## Команды
- Астра-Прайд
- Ермак
- Домовенок Кузя
- Траст
- Нимал
- Лэнд Крузер клуб + Рубикон
- Кольская АЭС
- Вне дорог
- Гуси-Лебеди
- Вымпел
- Моя планета
- Бродяги